# Пхангнга (провинция)
Пхангнга́ (тайск. พังงา) — провинция на юге Таиланда, расположена на побережье Андаманского моря. Граничит с провинциями: Ранонг, Сураттани и Краби; южнее, через узкий пролив, расположена провинция-остров Пхукет.

## Географическое положение
Провинция расположена на западе полуострова Малакка и включает в себя несколько островов в заливе Пхангнга. К провинции также относятся острова Симилан, расположенные в 70 км от побережья.

## Административное деление
Провинция делится на 8 районов (ампхе), которые в свою очередь, состоят из 48 подрайона (тамбон) и 314 поселений (мубан):
| 1. Mueang Phangnga 2. Ko Yao 3. Kapong 4. Takua Thung | 1. Takua Pa 2. Khura Buri 3. Thap Put 4. Thai Mueang |

## Население
По данным на 31 декабря 2020 года в провинции Пхангнга проживало 268 229 тысяч человек, из которых 134 743 мужчины и 134 486 женщин, проживающих в 118 609 домах. Эти данные учитывают только официально зарегистрированных лиц, постоянно проживающих в провинции.

## Достопримечательности
В провинции находятся несколько крупных национальных парков, известных своей нетронутой природой: «Ао Пханг Нга», «Му Ко Сурин», «Као Лак Лам Ру» и другие. В национальном парке Пханг Нга на островах в районе Ко Яо учёные обнаружили отщепы с острыми краями, непреднамеренно созданные длиннохвостыми макаками (Macaca fascicularis). Обезьяны используют каменные орудия, чтобы расколоть орехи с твёрдой скорлупой. При этом они часто ломают молотки и наковальни, а многие из битых камней обладают теми же характеристиками, которые обычно используются для идентификации преднамеренно изготовленных каменных орудий в Восточной Африке. Также макаки используют каменные инструменты для получения доступа к различным моллюскам, таким как каштановая каменная улитка. В отсутствие поведенческих наблюдений совокупность, созданная обезьянами, могла бы быть идентифицирована как антропогенная по происхождению и интерпретирована как свидетельство преднамеренного производства орудий труда. Раскалывание орехов с помощью каменных молотков и наковален, подобное тому, что делают некоторые приматы сегодня, было предложено некоторыми исследователями как возможный предшественник преднамеренного производства каменных орудий.